# يانوسية تويامية
يانوسية تويامية (الاسم العلمي: Janolus toyamensis) هي نوع من الحيوانات تتبع جنس اليانوسية من فصيلة ظهريات الشرج.